# Thomson Reuters
Thomson Reuters — медіакомпанія, утворена в результаті придбання медіакорпорацією Thomson в квітні 2008 року агентства Рейтер (Reuters Group plc). Головний офіс у Торонто.
Компанія пропонує послуги у наступних областях: фінансові ринки (комплексні інформаційні рішення для професіоналів фінансових і товарних ринків), інтелектуальна власність (патентна експертиза, дані по торговим маркам і управлінські рішення), дослідницька діяльність (рішення для аналітики в області науково-дослідної діяльності), оподаткування і бухоблік, юриспруденція і ЗМІ.

## Історія

### 1850

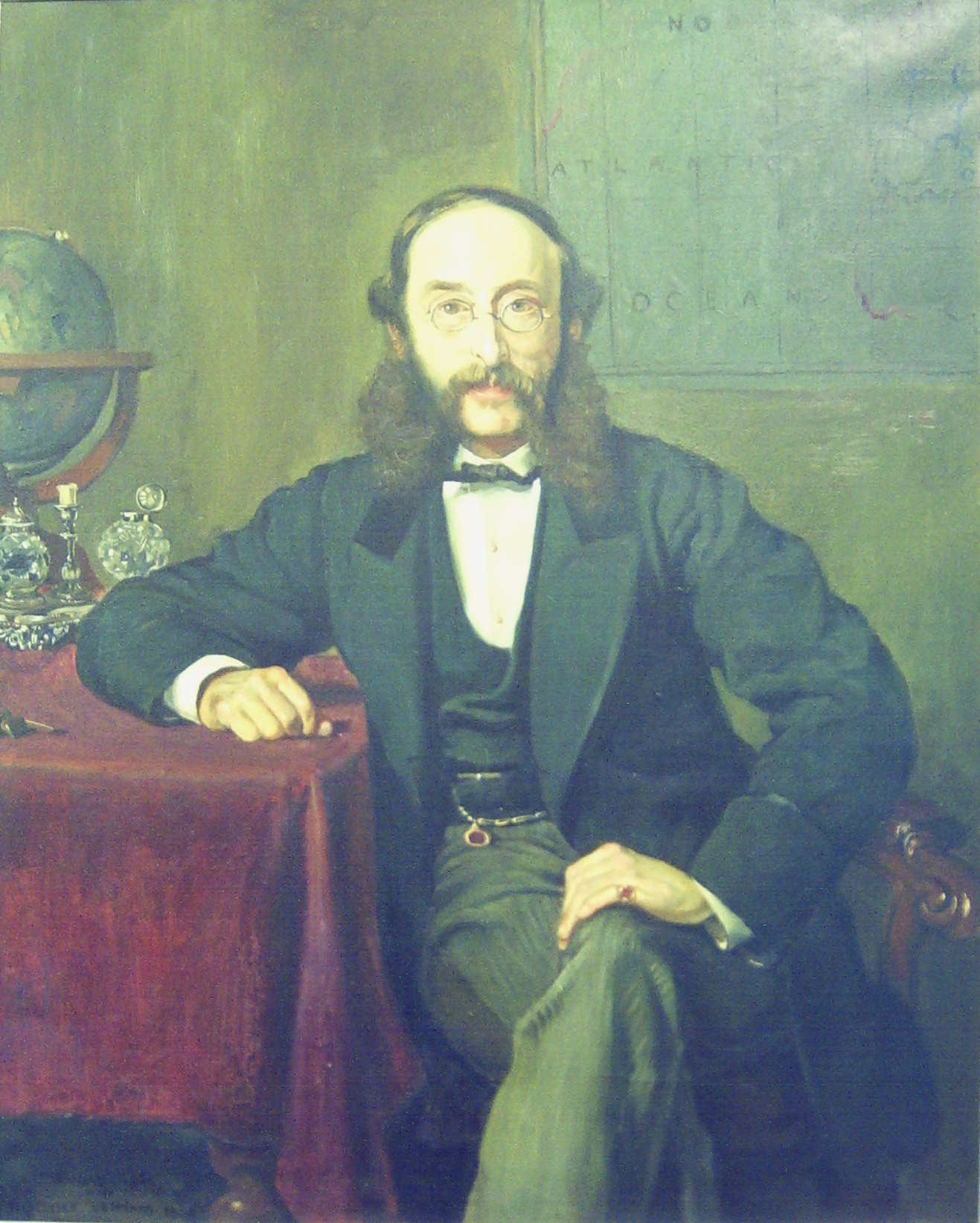
Пол Ройтер

Пол Ройтер заснував медіа-імперію. Іммігрант, який народився в Німеччині, Пол Юліус Ройтер прибув до Лондона з Аахена, де працював у службі інформації про ціни та акції. Використовуючи комбінацію технологій, зокрема телеграфні кабелі та голубів-носіїв, кількість яких зросла до 200, Ройтер отримує репутацію швидкості, точності та неупередженості.
У 1851 р. Ройтер відкрив офіс в лондонському фінансовому центрі, розташованому недалеко від головних телеграфних бюро. Використовуючи свою «телеграфну експертизу», він передавав новини з Лондона до Парижу через новий телеграфний кабель на підводному човні Дувр-Кале.

### 1870
Засновано West Publishing. Компанію заснували Джон Б. Вест та його брат Гораціо в 1872 році в Сент-Полі, штат Міннесота.

### 1930
Рой Томсон купує свою першу газету в Канаді: The Timmins Press, Онтаріо.

### 1940
Reuters реструктуризується таким чином, що він належить Британській національній та провінційній пресі разом із (у 1947 р.) Асоціацією преси Австралії та Нової Зеландії. Принципи довіри Reuters були запроваджені для захисту незалежності. Принципи регулюють ведення бізнесу, зобов'язуючи Reuters забезпечити незалежність, цілісність та свободу від упередженості при зборі та розповсюдженні новин та інформації.

### 1950
Томсон купує Kemsley Group — британську публічну біржову компанію, що включає національні та регіональні газети, включаючи The Sunday Times, — і об'єднує їх з шотландським телебаченням та газетою The Scotsman. На цей час Рой Томсон володіє найбільшою кількістю газет будь-якої канадської групи.

### 1960
Reuters очолює індустрію у галузі міжнародної передачі фінансових даних. Reuters передає дані за допомогою комп'ютера. Того року Reuters збиткував 53 000 фунтів стерлінгів при обороті в 3,5 мільйона фунтів стерлінгів.
Thomson Newspaper, Ltd створена як публічна компанія в Канаді.
Газета Times публікується вперше. Лондонський Таймс купується і разом із The Sunday Times формує газету Times.

### 1970
Запущена служба Reuter Monitor Money Rates. Електронний ринок іноземної валюти — це інновація, що змінює світ. Основні індустріальні країни Заходу відмовляються від фіксованих курсів валют.
Рой Томсон помирає. Його наступником на посаді голови є його син Кеннет Томсон.
Створена міжнародна організація Thomson Organization Limited. Компанія реструктуризує діяльність у Великій Британії фінансово і створює штаб-квартиру в Торонто та дві основні діючі дочірні компанії у Великій Британії та США.

### 1980
Томсон продає газету The Times of London компанії News International, Ltd. (Велика Британія)
Reuters Monitor Dealing Service працює — дилери з іноземною валютою можуть укладати угоди через відеотермінали, що є першим у світі.
Reuters стає публічною компанією і зареєстрований на Лондонській фондовій біржі як Reuters Holdings PLC.
Створена корпорація Thomson. Thomson Newspapers об'єднується з International Thomson, утворюючи корпорацію Thomson.

### 1990
Reuters продовжує інновації у валютному просторі і запускає Dealing 2000, виступаючи провідником першого міжнародного комп'ютеризованого сервісу відповідності курсів валют.
Томсон позбавляється інтересів у британських газетах та купує West Publishing (компанія, що базується в Міннесоті, є провідним американським постачальником юридичної інформації).

### 2000

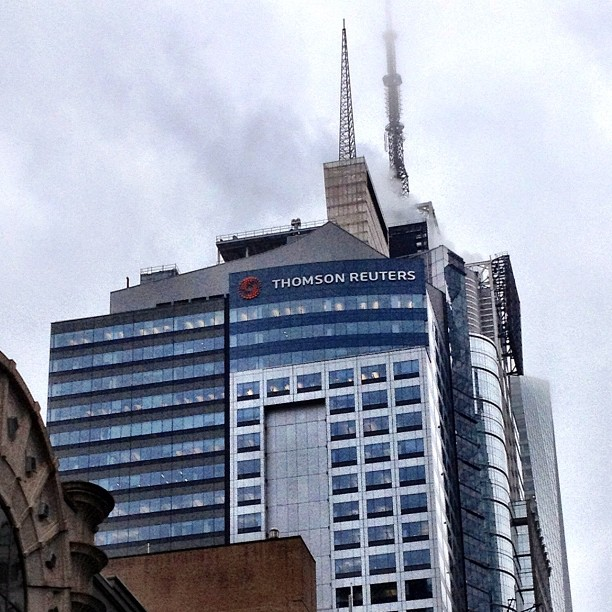
Офіс Thomson Reuters у Нью-Йорку

У 2003 р. Thomson продає свою останню газету, також продає свої 20 % акцій Bell Globemedia Inc. за 279 мільйонів доларів The Woodbridge Company Limited.
У 2005 р. Reuters посилює свої основні позиції в Лондоні. Reuters змінює свою штаб-квартиру в Лондоні з Фліт-стріт на Кенері-Уорф. Усі працівники Лондона, включаючи редакцію, від тепер локалізуються в одній будівлі.
У 2006 р. помирає Кеннет Р. Томсон, колишній голова правління корпорації Thomson у віці 82 років.
Reuters випускає два продукти, які дозволяють машинам вперше «читати» його новини для цілей автоматизованої торгівлі — перший автоматизований аналіз новин для фінансової галузі.
У 2008 р. корпорація Thomson і PLC Reuters Group об'єднуються в Thomson Reuters. У 2009 році Thomson Reuters уніфікував структуру своєї компанії з подвійним котируванням та зупинив її лістинг на Лондонській фондовій біржі. Зараз вона зареєстрована лише як Thomson Reuters Corporation на Нью-Йоркській фондовій біржі та Торонтської фондовій біржі (символ: TRI).

## Принципи довіри Thomson Reuters
Компанія Thomson Reuters зобов'язана застосовувати принципи довіри у своїй діяльності. Статутні документи корпорації Thomson Reuters містять положення щодо захисту Принципів довіри, оскільки вони застосовуються до бізнесу Thomson Reuters, і вимагають, щоб директори Thomson Reuters, виконуючи свої обов'язки, належним чином враховували Принципи довіри.
Принципи довіри:
1. Reuters ніколи не повинен переходити у власність будь-якої групи інтересу або фракції;
2. Цілісність, незалежність і свобода від упередженості Thomson Reuters повинні завжди бути повністю збережені;
3. Thomson Reuters надаватиме неупереджені та надійні новинні послуги газетам, інформаційним агентствам та іншим передплатникам ЗМІ, а також компаніям, урядам, установам, приватним особам та іншим, з якими Reuters має або може мати контракти;
4. Thomson Reuters належним чином враховуватиме численні інтереси, яким він служить, окрім інтересів ЗМІ;
5. Thomson Reuters не слід шкодувати зусиль для розширення, розвитку та адаптації новин та інших послуг та продуктів, щоб зберегти провідні позиції в міжнародному новинному та інформаційному бізнесі.

## Співпраця Thomson Reuters з Міністерством освіти і науки України
9 вересня 2016 року Міністерство освіти і науки України та компанія Thomson Reuters підписали Меморандум про взаєморозуміння, який має на меті сприяти зміцненню позицій української освіти і науки на світовій арені.
Меморандум був підписаний заступником Міністра освіти і науки України Максимом Стріхою і керуючим директором по роботі з органами державного управління та академічного співтовариства, науковими дослідженнями та інтелектуальної власності компанії «Томсон Рейтер» Джессікою Тернер.
У рамках співпраці Міністерства освіти і науки України та компанії Томсон Рейтер вивчатимуться можливості використання МОН, освітніми установами та науковими організаціями України рішень з аналізу ефективності роботи, розвитку міжнародного співробітництва та «бенчмаркінгу» (InCites та Web of Science) і баз даних патентів, зокрема, патентних заявок і патентної аналітики (Thomson Innovation). Сторони розглядатимуть варіанти взаємодії в питаннях зростання показників публікаційної активності й цитування, комерціалізації інтелектуальної власності, а також створення та розвитку центрів компетенцій в цих сферах.

## EndNote vs Zotero
У вересні 2008 року Thomson Reuters вимагає через суд у розробників Zotero (розширення для Mozilla Firefox) — Університету Джорджа Мейсона, і самого штату Вірджинія, 10 млн доларів США. Юристи Thomson Reuters стверджують, що розробники Zotero реалізували підтримку їх пропрієтарного формату файлів (*.ens), використовуваного їх власницькою програмою EndNote, незаконно провівши зворотну розробку програми; порушили ліцензію, перетворивши файли, що поставляються з цією програмою, і поширюють результат цього перетворення через свій сайт. Позов було відхилено у 2009 р.